# Сиссития
Сисси́тия (от др.-греч. συσσίτια — «совместная трапеза») в Древней Греции, прежде всего среди дорийцев — совместное застолье для граждан. Сисситии были более всего известны на Крите и в Спарте, также упоминаются в Мегарах и Коринфе. Совместные пиры героев упоминаются ещё Гомером. У спартанцев эти трапезы также назывались «фидитиями» (φειδίτια), а на Крите — «андриями» («мужскими трапезами», ἀνδρεῖα, ἄνδρια).
Участие в таких трапезах было обязанностью любого гражданина, и за уклонение от неё даже на царя мог быть наложен штраф.
Согласно Плутарху, «каждый сотрапезник приносил ежемесячно медимн ячменной муки, восемь хоев вина, пять мин сыра, две с половиной мины смокв и, наконец, совсем незначительную сумму денег для покупки мяса и рыбы». Самым знаменитым из кушаний была чёрная похлёбка. Ещё Аристотель отмечал, что этот взнос ложился тяжёлым бременем на бедных спартанцев, но для богатых был несуществен. На Крите средства для устройства трапез предоставляло государство.
Многие античные авторы отмечают необычайную важность таких совместных пиров для воспитания юных спартанцев и приобщения их к ценностям полиса.